# Tolú
Santiago de Tolú o simplemente Tolú, es un municipio colombiano situado en la costa Caribe, en el centro del golfo de Morrosquillo, en el departamento de Sucre. Reconocida a nivel nacional por sus tranquilas playas como El Francés o Puerto Viejo.

## Vías de comunicación
La aerolínea SATENA cuenta con operación desde Medellín hacia Tolú los días lunes, miércoles y viernes.
Para el acceso vía aérea el municipio tiene el Aeropuerto Golfo de Morrosquillo y los visitantes también pueden llegar por vía aérea a los aeropuertos de Coveñas propiedad de la Armada Nacional, el de Montería y Corozal, distantes 1 hora y media por tierra.
Por vía terrestre Tolú se encuentra a 35 km de Sincelejo la capital del departamento. Los principales ejes viales de acceso al municipio son:
- Eje vial Tolú-Toluviejo: este es uno de los ejes viales más importantes de la subregión, pues comunica a Sucre con el municipio de Santiago de Tolú y a su vez con el puerto de Coveñas. Es una vía con una longitud de 18 km, compuesta por una calzada de 7,3 m de ancho, pavimento flexible en concreto asfáltico, con bermas y buen drenaje, el estado de mantenimiento es bueno.

- Eje vial Toluviejo-San Onofre: la comunicación entre estos municipios, se realiza a través de una carretera con una longitud de 40 km, con una calzada de 7,3 m de ancho, con pavimento flexible en concreto asfáltico.

- Eje vial troncal de occidente: este eje vial articula a nivel nacional la subregión, enlazando las ciudades de Medellín, Sincelejo y Cartagena, del cual parte uno de los ejes interdepartamentales que unen Cereté-Lorica-San Pelayo-Coveñas y Tolú.

## División político-administrativa
Aparte de su Cabecera Municipal. Santiago de Tolú tiene bajo su jurisdicción los centros poblados:
- Nueva Era
- Pita Abajo
- Pita En Medio
- Puerto Viejo
- Santa Lucía

#### Veredas
El municipio tiene constituido las siguientes veredas: El Palmar, Guacamaya.

## Historia
La Villa de Santiago de Tolú es uno de los centros urbanos más antiguos de Colombia, y el municipio de Tolú fue fundado el 25 de julio de 1535 por el conquistador Alonso de Heredia y el Capitán Pedro de Velasco y Martínez de Revilla, con el nombre de Villa Coronada Tres Veces de Santiago de Tolú. Alonso de Ojeda ya había visitado las costas del golfo de Morrosquillo, y en esta ocasión Heredia reconoció los dominios del primogénito del viejo indio Tolú. A finales de 1534, Francisco Cesar hizo la segunda incursión y llamó a esta zona Balsillas, en razón de la cantidad de ciénagas y tierras anegadas que circundaban la región. Don Alonso, en su primera incursión por tierra al Sinú, encontró un pobladísimo pueblo de indios regidos por el cacique Tolú o Tulú, en lo que es hoy el municipio de Tolú viejo; por eso él no habló de fundación si no de descubrimiento, porque no se podía fundar un pueblo que estaba ya fundado. Eso ocurrió a fines de 1535. Unos seis años después de este descubrimiento el pueblo, ya incorporado a la administración colonial de la Gobernación de Cartagena, fue trasladado a la orilla del mar Caribe con el nombre de Santiago de Tolú; el otro fue conocido, desde entonces, como Tolú Viejo, localizado al oriente de Santiago de Tolú y a unos 20 km del golfo de Morrosquillo, sobre la margen derecha del arroyo Catarrapa, hoy Pichilín. En el año de 1549 (7 de julio) adquirió definitivamente el título de villa; cabe anotar que Santiago de Tolú fue la primera ciudad fundada en el actual departamento de Sucre. Durante la época de la colonia adquiere importancia como puerta de salida de productos agrícolas, principalmente de caña de azúcar que se cultivaba en las faldas de la serranía de Sincelejo. El siglo XVII fue la edad de oro de la villa de Tolú. Cabezas de las sabanas llamadas entonces, por razones obvias, sabanas de Tolú, con jurisdicción de numerosos pueblos con una floreciente y rica actividad ganadera y agrícola, notable vecindario y comunicación marítima y terrestre relativamente rápida con Cartagena y los centros poblados de su interior.
La zona de Tolú, como centro de acopio y distribución, tendría como área de dominio un importante comercio costero, es influenciada a finales del siglo XVII por la venida de los negros esclavos que ocuparon la mano de obra agrícola de la zona, además, Santiago de Tolú se convirtió en epicentro de todas las expediciones hacia el Sinú, el Darién, Panamá y otras zonas de influencia.
Esta prosperidad atrajo la codicia de piratas, ingleses sobre todo, que atacaron la villa muchas veces y de modo preferencial las estancias y fincas ubicadas a la orilla del mar, desde la bahía de Barbacoa hasta Acandí y la actual frontera con la República de Panamá. La intensidad de estos ataques fue de tal magnitud, que muchísimos encomenderos y estanciero decidieron abandonar sus propiedades y mudarse hacia zonas mediterráneas a salvo de las incursiones aludidas. Fue devastador entre otros, el ataque Inglés de 1658, llegando las fuerzas hostiles hasta el sitio de San José de Pileta, cerca de la actual ciudad de Corozal, dejando incendiados en Tolú, la iglesia parroquial y los conventos de Santo Domingo y San Francisco. 
Como todos los pueblos de la gobernación de Cartagena, Tolú se sumó al movimiento de la independencia, (1811-1815) herido de muerte por la expedición pacificadora de Morillo desde las bocas del Orinoco hasta el golfo del Darién. Tolú volvió a someterse a Fernando VII, quien para aquellos años era todavía “El Deseado”. Desde 1819 Tolú volvió a ser libre.
Los ejércitos patriotas que asediaron a Cartagena hasta 1821, recibían de Tolú víveres y vituallas, funcionando allí también un astillero para reparar las embarcaciones de la flota insurgente. La ciudad conserva hasta finales del siglo XVIII esta calidad de puerto abastecedor con dependencia total de Cartagena; la región misma muestra esta calidad de dependencia: San Onofre y San Antero se crean como palenques de población negra, esclavos, libertos o cimarrones. Con el nacimiento de la ganadería como actividad económica importante, las relaciones sociales de toda la región se establecen; la importancia de esta actividad en Tolú se pone de manifiesto en los muelles propios para el embarque de ganado que tenían algunas haciendas o por el establecimiento entre 1.919 y 1.925, de la Packing House en Coveñas para la exportación de ganado hacia las Antillas.
En los años treinta Coveñas se convierte en el primer puerto exportador de petróleo del país con el establecimiento del muelle y las instalaciones de la South American Gulf Oil Company –SAGOC-, que se conecta con un oleoducto con los sitios de producción en Tibú. A mediados de este Siglo, la valoración del mar como atractivo para el turismo y la existencia en el golfo de Morrosquillo, de condiciones naturales para tal fin, convierten a Tolú en centro turístico.
La desagregación de las playas por un lado, el incremento de las actividades, por otro y la búsqueda del contacto directo con el mar, hacen que cualquier terreno sea apto para ser incorporado al turismo. Es así como nace la conurbación Tolu-Coveñas.
En la historia de esta última, es posible leer dos etapas claramente diferenciadas: el enclave petrolero y la superposición conflictiva de usos. Coveñas fue una gran hacienda ganadera, cuando 750 ha. De su territorio fueron cedidos a la SAGOC. Por el aislamiento del lugar, fue necesario construir la dotación: el oleoducto, tanques de almacenamiento, el embarcadero, un asentamiento para los operadores, un embalse sobre el arroyo Villeros para el agua dulce y un pequeño aeropuerto. Se inició, además la ocupación de Coveñitas construyendo villas turísticas para el personal, utilizando las mejores playas del sector.
Alrededor de los años 1960, la concesión y las instalaciones pasaron a manos de Ecopetrol, quien las utiliza con la Mobil y la Esso para el proceso inverso; la importación de crudos. Como este menos complejo y de menor volumen, Ecopetrol cedió gran parte del terreno para las instalaciones de la Armada Nacional, quien organizó en 1974, un Centro de Instrucción de Infantería y una Escuela de suboficiales.
Coincidiendo con la reversión, se inició el proceso de poblamiento para el uso turístico y para los habitantes nativos, atraídos éstos, por el mercado potencial para su fuerza de trabajo y sus productos.
por lo tanto tolu ha sido llamado tolu playa

## Geografía

### Descripción física
El municipio de Tolú tiene una extensión de 301,22 km², de las que 16,5 km² son de costas, correspondiendo al núcleo densamente poblado un área aproximada de 36,55 km², lo que sería un 12.13% del área total del municipio y unas 264,67 km² que corresponde a un 87,86% a las áreas del sector rural, como lo son áreas de vocación agropecuaria, de reserva ecológica, forestal y asentamiento poblacionales menores. Presenta paisajes geomorfológicos definidos: la zona plana se presenta en forma de corona, su inclinación es escasísima, hasta el punto de que en promedio de los Montes de María hacia el mar la llanura solo desciende dos metros por cada kilómetro, ésta se cierra tanto al norte como al sur por la aproximación de las montañas al mar.
De Cispatá hacia el norte, y todavía más allá de San Onofre, se extienden los cerros de Coloso que representan los filos más occidentales de los Montes de María. Su prolongación más occidental está constituida por la comarca de colinas que forma el borde septentrional del golfo de Morrosquillo y las islas de San Bernardo.
Geomorfologicamente el municipio de Santiago de Tolú se identifica con la composición fisiográfica de llanura costera aluvial del golfo de Morrosquillo, ésta se extiende por el golfo de Morrosquillo, desde los límites con el departamento de Córdoba, al Sur, hasta las ciénagas y caños del Bajo del canal del dique y, desde la propia orilla del mar Caribe, en dirección este, hasta comenzar a elevarse en primeras lomas en los Montes de María.
En las costas del golfo de Morrosquillo se distinguen dos asociaciones morfológicas:
- Asociadas a costas bajas:

- playas: Algunas se encuentran limitando pantanos de Manglar y llanuras Costeras y otras se encuentran comunicadas con las bocas de algunos arroyos y ciénagas; además conformando los cordones litorales que individualizan lagunas interiores, como es el caso de la Ciénaga de la Leche y Ciénaga de Trementino ubicadas al norte del municipio.

- barras: Dispuestas a lo largo de todo el golfo, alargadas y paralelas a la línea de costa asociadas a arenas con abundantes moluscos y corales fósiles. Se encuentran interrumpidas individualizando lagunas internas, al norte en los sistemas cenagosos que reciben las aguas del arroyo Pita y parte de la Ciénaga de la Caimanera, al Sur en límites con el municipio de Coveñas.

- llanuras costeras: originadas a partir de procesos fluvio-marinos de sedimentación y erosión. los monacos...

- Asociadas a costas altas:

- terrazas: Con alturas entre 0.5 y 3 m labradas en calizas arrecifales y material detrítico. Se encuentran a manera de parcelas al oeste de Coveñas y en la zona Norte de Berrugas.

- colinas: Se manifiestan con dirección noreste con alturas entre 30 y 140 m. Algunas limitadas por terrazas y zonas de mangle que las separan de la costa

Morfológicamente está constituido hacia la zona central por una extensa llanura costera que limita al norte y al sur con dos cuerpos de terrazas coralinas que junto con los manglares constituyen los principales ecosistemas en el golfo de Morrosquillo, reconocidos de los más productivos y mayor biodiversidad del planeta permitiendo el intercambio libre de sus aguas a través de la línea Tinajones-Punta San Bernardo, lo que desde el punto ecológico (productividad, biomasa, riqueza genética) es importante al mantener niveles relativamente constantes de oxígeno y nutrientes y socialmente (pesca artesanal y turismo), por lo cual ha sido epicentro de migraciones en busca del potencial ecológico y turístico. Entre San Bernardo del Viento y Coveñas la costa está dominada por el delta del río Sinú y no existen terrazas, o si existieron han sido erodadas por el río. En cambio, en Coveñas se presentan dos pequeñas terrazas, que son las únicas que se encuentran a lo largo de la costa entre la desembocadura del Sinú y Punta San Bernardo; los remanentes más orientales de esta terraza se encuentra tres kilómetros al noreste de Coveñas en Punta Piedra. La roca subyace los depósitos marinos levantados, está constituida por bloques de arenisca en una matriz de lodo gris que parece un depósito de flujos de lodo. Según Page (1983), el levantamiento más probable corresponde a un antiguo volcán de lodo que intruyó y emergió sobre el nivel del mar y que ha sido erodado por el mar desde su formación. A partir del año 1938, en el golfo se vienen produciendo cambios en la dinámica fluvial, fue en este año que el río Sinú inicio cambio en su curso para desembocar directamente al mar; desde entonces el río Sinú afecta aún más la morfología litoral especialmente el sector sur del golfo. El río ha construido en esta zona un gran delta en donde la progradación hacia el Norte ha hecho avanzar la línea de costa varios kilómetros. (Robertson, 1989).

### Morfología submarina
La morfología submarina del área del golfo se presenta en la carta batimétrica. La superficie del fondo presenta una pendiente muy baja, la cual solo se ve interrumpida en la parte suroeste del golfo donde se nota claramente la influencia del río Sinú, que construye hasta más allá de 10 km de su salida un vasto prodelta.
La plataforma continental corresponde al golfo de Morrosquillo es la más amplia de la costa Caribe colombiana: se extiende hasta más de 70 km, medidos perpendicularmente desde la línea de la costa, incluyendo el golfo propiamente dicho y la parte externa de la plataforma. Se caracteriza por una topografía monótona y una pendiente media muy suave, inferior a 0,2%, como se muestra en los perfiles batimétricos.
Otro accidente notable en la morfología submarina es la llamada “roca Morrosquillo” Localizada hacia el centro del golfo, elevándose desde unos 47 m hasta casi aflorar en la superficie del agua, esta se encuentra entre una línea recta trazada entre isla Fuerte y las Islas de San Bernardo y, como ellas, está cubierta por depósitos marinos. Al oeste del golfo, el borde de la plataforma está claramente limitado por un cambio brusco que ocurre entre 90 y 105 m de profundidad. Según Molina et al. (1993), la mayor parte del golfo se encuentra cubierto por sedimentos lodosos, tanto los registros batimétricos como los sísmicos, muestran que la sedimentación lodosa actual es de poco espesor, cubre el fondo hasta una profundidad de 60-70 m. Las arenas forman una franja que bordea la línea de costa, desde la punta de san Bernardo hasta las bocas del Sinú, interrumpida únicamente en la zona de calma hidráulica frente a la bahía Cispatá. La depositación de las arenas sigue la morfología del fondo marino hasta alcanzar una profundidad generalmente menor de 12 m. La amplitud de esta franja arenosa varía en algunos sectores, dependiendo principalmente del aporte de sólidos de los ríos y ciénagas, que vierten sus aguas al golfo. El transporte de arenas en el golfo se da esencialmente por los procesos de deriva del litoral, por la presencia de dos ejes: El primer sector hacia el extremo suroeste del golfo recibe la influencia directa de los aportes de sedimentos del río Sinú desarrollándose la flecha litoral (península arenosa) de Mestizos, que se extiende hasta la punta Terraplén en la bahía de Cispatá hacia alrededores de Santiago de Tolú en la parte central costera del golfo y se caracteriza por el desplazamiento de las arenas en el sentido Nor-Este; en este sector, entre la antigua desembocadura del río Sinú y Coveñas la Parte Sur del golfo sufre un déficit de alimentación de arenas, el cual se manifiesta en una reducida extensión de playas. Las profundidades y las condiciones de relativa calma hidrodinámica frente a la bahía de Cispatá sirven de obstáculo natural a las arenas que proviene del sector de Tinajónes y únicamente algunas arenas muy finas y los lodos superan este obstáculo. Eventualmente, si los procesos actuales continúan hacia el futuro, el crecimiento de la flecha hacia el sur, cerrará la boca de la bahía de Cispatá permitiendo el tránsito de las arenas a lo largo de la línea de costa del golfo de Morrosquillo. El otro sector se extiende desde el extremo noreste del golfo desde la punta San Bernardo hacia la Boca el Francés hasta los alrededores de Tolú y manifiesta un movimiento de las partículas arenosas en sentido sureste. Su centro los hace desviar fomentando corrientes desde el litoral hacia mar adentro. Durante la época seca, las desembocaduras de ciénagas y caños son cerradas por la formación de barras de arena formadas bajo la acción de las olas. En épocas de lluvias la sobrecarga de aguas continentales rompe las barras restableciendo la comunicación con el mar y las arenas son redistribuidas por acción de las olas y la deriva litoral. Sobre 6 km de la línea de costa, en las cercanías de Santiago de Tolú, la deriva litoral tiene algunas veces sentido norte-sur, lo cual podría explicar la inestabilidad de la playa de Tolú. Estos rasgos morfológicos son reflejo de los fenómenos tectónicos que han venido ocurriendo y los de sedimentación actual que están operando en el golfo.

## Economía
Existen varias compañías pesqueras que pescan y procesan en Tolú generando puestos de trabajo a los lugareños. La mayoría de los habitantes de Tolú que viven de la pesca artesanal como actividad primaria para su sustento, pocas veces realizan pescas mayores o más adentro de las 5 millas náuticas directamente cercanas a la costa lo que hace que esta actividad sea ecológicamente sostenible. 
El turismo genera puestos de trabajo en el área de servicios y concentra la mayoría de la población en edad de trabajo. 
Cercana a Tolú en el municipio de Coveñas existe una base de la Armada Nacional, como también hay una terminal petrolifera de Ecopetrol que es la empresa de hidrocarburos más grande de Colombia. 
Aunque la región posee tierras sabanas aptas para la agricultura extensiva esta rara vez son utilizadas excepto para cultivos esporádicos de maíz, algodón, yuca y soya. La región posee potencial también para el cultivo de la palma africana pero su desarrollo y comercialización en la región es producto de controversia debido a la poca mano de obra generada con este cultivo. 
En el centro del pueblo hay un par de sucursales bancarias Bancolombia y Banco Agrario los cuales se encargan de financiar las necesidades básicas de la región, así como proveer dinero a los turistas a través de sus cajeros automáticos.

## Atractivos turísticos

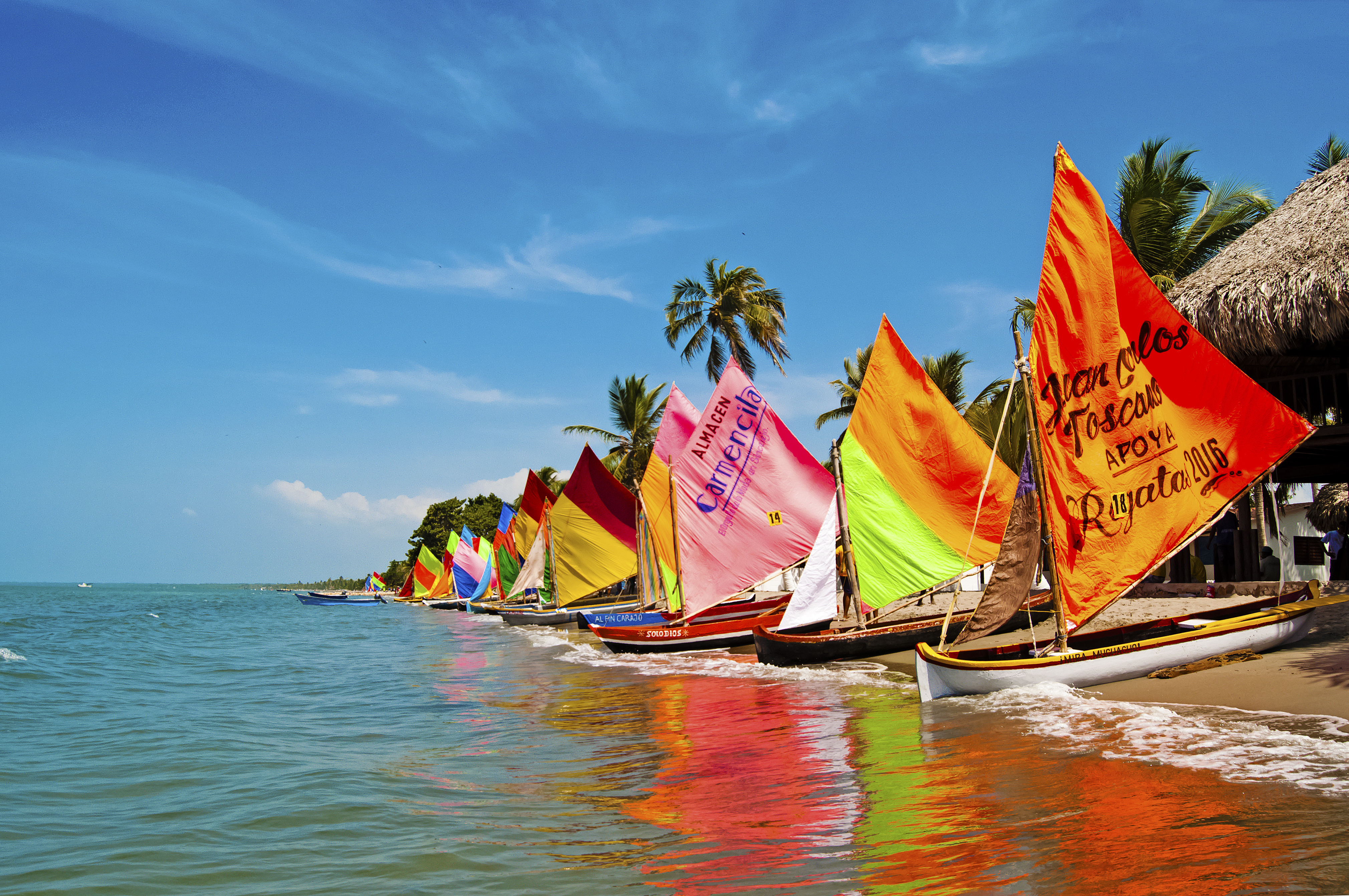
Regatas en Tolú

El municipio posee un fuerte atractivo turístico con playas para practicar el ecoturismo y diversos sitios de interés turístico como la Playa del Francés ubicada a 20 minutos del casco principal, La Caimanera, o las cercanas islas pertenecientes al archipiélago de San Bernardo aptas para el buceo y la pesca deportiva. Los habitantes de la población son generalmente de ascendencia afrodescendiente y viven en su mayoría de la pesca o el turismo. También se celebran anualmente la competencias de Regatas en las playas de Guacamaya. 

### Gastronomía
La gastronomía de Tolú está ampliamente influenciada por los sabores de la costa Caribe, gozando también de influencias indígenas y sabores Afrocolombianos. Es común encontrar diferentes preparaciones a base de mariscos y pescado fresco artesanalmente obtenido por los pescadores locales en las horas de la mañana. Entre los platos típicos de la zona se cuentan el pargo a la plancha, el cóctel de camarones, el patacón frito con pescado y arroz con coco, la arepa de huevo, el bollo limpio, etc. 
La influencia de la cultura paisa proveniente de Antioquia también ha traído sabores andinos a los tradicionales sabores típicos de la costa Caribe. Es común encontrar preparaciones a base de frijoles, arroces blancos, cerdo y carnes no típicas de la costa Caribe. En el parque principal del pueblo es posible encontrar restaurantes que ofrecen comidas más variadas a los turistas visitantes o para aquellos que requieran de una dieta especial.

## Estructura organizacional municipal
| Santiago de Tolú | Santiago de Tolú | Santiago de Tolú           |
| Departamento     | Código DANE      | Categoría municipal (2023) |
| ---------------- | ---------------- | -------------------------- |
| Sucre            | 70820            | Sexta                      |

- Personería: Es un centro del Ministerio Público de Colombia que ejerce, vigila y hace control sobre la gestión de las alcaldías y entes descentralizados; velan por la promoción y protección de los derechos humanos; vigilan el debido proceso, la conservación del medio ambiente, el patrimonio público y la prestación eficiente de los servicios públicos, garantizando a la ciudadanía la defensa de sus derechos e intereses.

- Concejo Municipal: Es la suprema autoridad política del municipio. En materia administrativa sus atribuciones son de carácter normativo. También le corresponde vigilar y hacer control político a la administración municipal. Se regulan por los reglamentos internos de la corporación en el marco de la Constitución Política Colombiana (artículo 313) y las leyes, en especial la Ley 136 de 1994 y la Ley 1551 de 2012.

Constituido por 13 concejales por un periodo de 4 años. 
- Alcaldía Municipal: En esta se encuentra la administración municipal y las entidades descentralizadas del municipio.

El Alcalde se pronuncia mediante decretos y se desempeña como representante legal, judicial y extrajudicial del municipio. El actual Alcalde municipal es Wilmer Pérez Pérez (2024-2027), elegido por voto popular.
- JAL.

## Servicios públicos
- Energía Eléctrica: Afinia, del grupo EPM, es la empresa prestadora del servicio de energía eléctrica.
- Gas Natural: Surtigas es la empresa distribuidora y comercializadora de gas natural en el municipio.